# Katedra Notre-Dame w Port-au-Prince
Katedra Notre-Dame w Port-au-Prince (fr. Cathédrale de Notre-Dame) – katolicka świątynia w Port-au-Prince na Haiti, kościół katedralny katolickiej archidiecezji Port-au-Prince.
Została konsekrowana 20 grudnia 1914 roku. Uległa zniszczeniu w czasie trzęsienia ziemi, które nawiedziło Haiti 12 stycznia 2010 roku.

## Przypisy

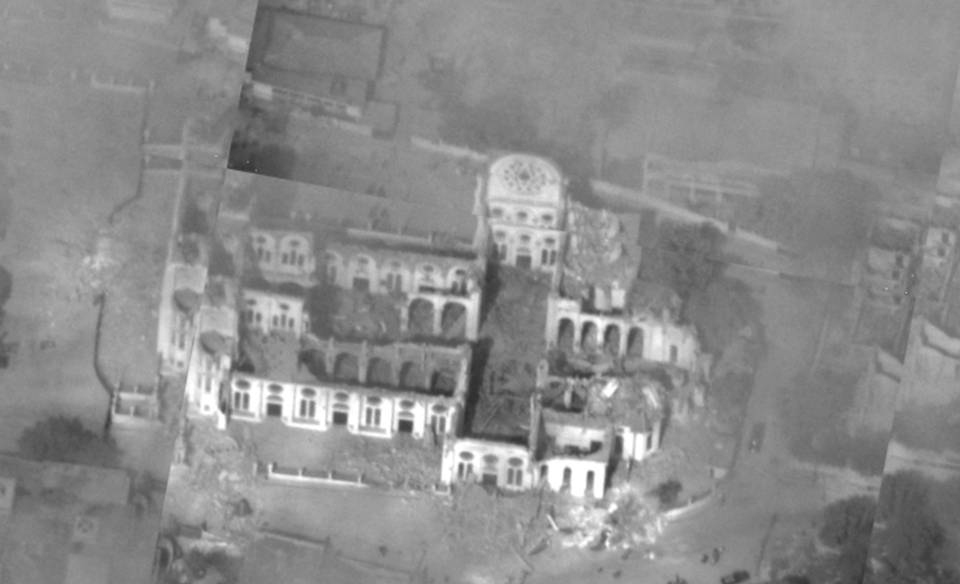
Obraz ruiny katedry z 14 stycznia 2010